# Paolo Miki
Paolo Miki (in giapponese パウロ三木?; Osaka, 1556 circa – Nagasaki, 5 febbraio 1597) è stato un gesuita giapponese, crocifisso durante una persecuzione anticristiana nel suo paese; è stato proclamato santo da papa Pio IX insieme ai 25 compagni di martirio.

## Biografia
Nato nei pressi di Kyōto da una nobile famiglia giapponese, ricevette il battesimo a 5 anni e a 22 entrò nei gesuiti come novizio: studiò presso i collegi dell'ordine di Azuchi e Takatsuki e divenne un missionario; non poté essere ordinato sacerdote a causa dell'assenza di un vescovo in Giappone.
La diffusione del Cristianesimo fu inizialmente tollerata dalle autorità locali, ma nel 1587 il daimyō Toyotomi Hideyoshi mutò il suo atteggiamento nei confronti degli occidentali ed emanò un decreto di espulsione dei missionari stranieri.
L'ostilità antieuropea raggiunse il suo culmine nel 1596, quando si scatenò una persecuzione contro gli occidentali, quasi tutti religiosi, e i cristiani, considerati traditori. Nel dicembre di quell'anno, Paolo Miki venne arrestato insieme ad altri due compagni giapponesi del suo ordine, sei frati missionari spagnoli e i loro diciassette discepoli locali, terziari francescani.
Vennero crocifissi sulla collina di Tateyama, nei pressi di Nagasaki. Secondo la passio, Paolo continuò a predicare anche sulla croce, fino alla morte.

## Il culto
È stato beatificato, insieme ai compagni martiri, da papa Urbano VIII il 14 settembre 1627: l'8 giugno 1862 il gruppo è stato canonizzato da papa Pio IX.
La sua memoria liturgica si celebra il 6 febbraio.